# Saison 1993-1994 du Stade Malherbe Caen
Maillots
Chronologie
Saison précédente Saison suivante
À l'aube de la saison 1993-1994, le Stade Malherbe de Caen déménage au stade Michel-d'Ornano, qui remplace le vétuste stade de Venoix. Plusieurs titulaires importants quittent le club : Gravelaine part au Paris SG, Paille à Bordeaux et Calderon à Lausanne, ce qui ne va pas être sans conséquence sur le rendement offensif de l'équipe. Le recrutement du défenseur international brésilien Célio Silva est une déception. 
Après des débuts chaotiques (le club est relégable après quatre journées, au soir d'une cinglante défaite 1-4 à Martigues), l'équipe paraît trouver un certain équilibre. Le 24 septembre 1993, l'équipe perd pour six mois son meneur de jeu Stéphane Dedebant, tout juste sélectionné en équipe de France A', victime d'une rupture du ligament croisé du genou à Nantes. Les Caennais s'inclinent lors de sept des dix matchs suivants. Début décembre, à la fin des matchs allers, l'équipe est relégable, quand elle obtient le prêt du meneur de jeu international russe de Benfica Alexander Mostovoï, qui donne rapidement des motifs de satisfaction. 
À la reprise de janvier, Caen est éliminé par le club de Sète en Coupe de France. En février, Yvan Lebourgeois se fracture le péroné lors d'un déplacement à Toulouse, autre mal classé. Les caennais remportent le match (1-0, grâce à un but de Dangbeto, qui a remplacé Lebourgeois) mais perdent leur capitaine jusqu'à la fin de la saison
La fin de saison, irrégulière, est illuminée par la première victoire du club face à l'Olympique de Marseille (1-0 à domicile, but de Mostovoï), champion en titre. Malgré le soutien de 16 268 spectateurs en moyenne, le maintien est assuré dans la douleur. En fin de saison, le contrat de Daniel Jeandupeux, l'artisan des excellents résultats des saisons précédents, n'est pas renouvelé.

## Transferts

### Arrivées
| Nom                | Poste             | Nationalité sportive | Transfert   | Provenance                   |
| ------------------ | ----------------- | -------------------- | ----------- | ---------------------------- |
| Lilian Nalis       | milieu de terrain | France               | Transfert   | AJ Auxerre                   |
| Richard Dutruel    | gardien           | France               | Transfert   | Paris SG                     |
| Patrick Revelles   | milieu de terrain | France               | Transfert   | AS Monaco                    |
| Pascal Nouma       | attaquant         | France               | Prêt        | Lille OSC                    |
| Ronan Salaün       | défenseur         | France               | Transfert   | Girondins de Bordeaux        |
| Laurent Dufour     | milieu de terrain | France               | Transfert   | USON Mondeville              |
| Nicolas Huysman    | milieu de terrain | France               | Transfert   | FC Metz                      |
| Celio Silva        | défenseur         | Brésil               | Prêt        | SC Internacional ( Brésil)   |
| Jacques Rémy       | attaquant         | France               | Transfert   | FC Carpentras                |
| Aleksandr Mostovoï | attaquant         | Russie               | Prêt (déc.) | Benfica Lisbonne ( Portugal) |

### Départs
| Nom               | Poste             | Nationalité sportive | Transfert | Destination           |
| ----------------- | ----------------- | -------------------- | --------- | --------------------- |
| Xavier Gravelaine | attaquant         | France               | Transfert | Paris SG              |
| Gabriel Calderón  | milieu de terrain | Argentine            | Transfert | Lausanne Sport        |
| Stéphane Paille   | attaquant         | France               | Transfert | Girondins de Bordeaux |
| Philippe Avenet   | milieu de terrain | France               | Transfert | LB Châteauroux        |
| Rudi Garcia       | attaquant         | France               | Transfert | FC Martigues          |
| Hubert Fournier   | défenseur         | France               | Transfert | EA Guingamp           |

## Effectif

### Joueurs utilisés
| Joueur             | D1     | D1   |
| Joueur             | Matchs | Buts |
| ------------------ | ------ | ---- |
| Richard Dutruel    | 31     | 0    |
| Philippe Montanier | 8      | 0    |
| Frédéric Peteyrens | 1      | 0    |

| Joueur             | D1     | D1   |
| Joueur             | Matchs | Buts |
| ------------------ | ------ | ---- |
| Christophe Point   | 37     | 1    |
| Hippolyte Dangbeto | 35     | 1    |
| Joël Germain       | 34     | 0    |
| Celio Silva        | 30     | 1    |
| Yvan Lebourgeois   | 21     | 0    |
| Christophe Duboscq | 15     | 2    |
| Stéphane Lièvre    | 12     | 0    |
| Wally Dieng        | 2      | 0    |
| David Sommeil      | 1      | 0    |

| Joueur             | D1     | D1   |
| Joueur             | Matchs | Buts |
| ------------------ | ------ | ---- |
| Benoît Cauet       | 36     | 2    |
| Emmanuel Rival     | 29     | 0    |
| Nicolas Huysman    | 29     | 2    |
| Stéphane Dedebant  | 18     | 5    |
| Lilian Nalis       | 18     | 0    |
| Aleksandr Mostovoï | 16     | 3    |
| Willy Görter       | 14     | 1    |
| Laurent Dufour     | 10     | 0    |
| Christophe Le Grix | 2      | 0    |

| Joueur           | D1     | D1   |
| Joueur           | Matchs | Buts |
| ---------------- | ------ | ---- |
| Pascal Nouma     | 32     | 7    |
| Faouzi Rouissi   | 31     | 2    |
| Patrick Revelles | 20     | 0    |
| Ronan Salaün     | 16     | 1    |
| Jacques Rémy     | 3      | 0    |

## Les rencontres de la saison

### Championnat de Division 1
| Date               | Journée    | Adversaire             | Lieu | Score | Buteurs SMC                                 | Class. | Public |
| ------------------ | ---------- | ---------------------- | ---- | ----- | ------------------------------------------- | ------ | ------ |
| 24 juillet 1993    | Journée 1  | FC Metz                | Dom. | 1 - 1 | Dedebant (18e)                              | 6e     | 13 751 |
| 31 juillet 1993    | Journée 2  | Olympique lyonnais     | Ext. | 2 - 0 | -                                           | 16e    | 25 000 |
| 7 août 1993        | Journée 3  | AJ Auxerre             | Dom. | 1 - 0 | Nouma (56e)                                 | 12e    | 18 618 |
| 11 août 1993       | Journée 4  | FC Martigues           | Ext. | 4 - 1 | Dedebant (79e)                              | 18e    | 5 000  |
| 14 août 1993       | Journée 5  | RC Lens                | Dom. | 1 - 0 | Revelles (40e)                              | 12e    | 16 118 |
| 28 août 1993       | Journée 6  | Paris SG               | Ext. | 2 - 0 | -                                           | 15e    | 20 784 |
| 1er septembre 1993 | Journée 7  | AS Cannes              | Dom. | 1 - 1 | Dedebant (79e)                              | 15e    | 19 202 |
| 10 septembre 1993  | Journée 8  | Le Havre AC            | Ext. | 1 - 2 | Dedebant (15e) Nouma (35e)                  | 12e    | 7 723  |
| 18 septembre 1993  | Journée 9  | Toulouse FC            | Dom. | 1 - 0 | Gorter (38e)                                | 10e    | 15 000 |
| 24 septembre 1993  | Journée 10 | FC Nantes              | Ext. | 1 - 0 | -                                           | 11e    | 10 643 |
| 3 octobre 1993     | Journée 11 | AS Monaco              | Dom. | 0 - 1 | -                                           | 14e    | 17 594 |
| 6 octobre 1993     | Journée 12 | AS Saint-Étienne       | Ext. | 5 - 0 | -                                           | 15e    | 8 572  |
| 16 octobre 1993    | Journée 13 | Girondins de Bordeaux  | Dom. | 1 - 0 | Nouma (75e)                                 | 13e    | 19 004 |
| 22 octobre 1993    | Journée 14 | RC Strasbourg          | Ext. | 3 - 0 | -                                           | 14e    | 8 205  |
| 29 octobre 1993    | Journée 15 | Lille OSC              | Dom. | 2 - 3 | Cauet (3e) Nouma (60e)                      | 16e    | 14 634 |
| 6 novembre 1993    | Journée 16 | Olympique de Marseille | Ext. | 2 - 0 | -                                           | 19e    | 18 000 |
| 10 novembre 1993   | Journée 17 | Montpellier HSC        | Dom. | 0 - 0 | -                                           | 19e    | 16 281 |
| 20 novembre 1993   | Journée 18 | FC Sochaux             | Dom. | 2 - 1 | Huysman (30e) Rouissi (55e)                 | 17e    | 12 381 |
| 27 novembre 1993   | Journée 19 | SCO Angers             | Ext. | 2 - 0 | -                                           | 18e    | 3 309  |
| 3 décembre 1993    | Journée 20 | Olympique lyonnais     | Dom. | 1 - 0 | Salaün (6e)                                 | 15e    | 13 247 |
| 11 décembre 1993   | Journée 21 | AJ Auxerre             | Ext. | 1 - 0 | -                                           | 16e    | 6 000  |
| 18 décembre 1993   | Journée 22 | FC Martigues           | Dom. | 4 - 1 | Mostovoï (23e, 43e) Cauet (53e) Nouma (56e) | 15e    | 13 493 |
| 15 janvier 1994    | Journée 23 | RC Lens                | Ext. | 2 - 0 | -                                           | 15e    | 14 119 |
| 29 janvier 1994    | Journée 24 | Paris SG               | Dom. | 0 - 2 | -                                           | 18e    | 19 259 |
| 5 février 1994     | Journée 25 | AS Cannes              | Ext. | 3 - 0 | -                                           | 18e    | 3 000  |
| 8 février 1994     | Journée 26 | Le Havre               | Dom. | 1 - 1 | Rouissi (60e)                               | 17e    | 13 180 |
| 19 février 1994    | Journée 27 | Toulouse FC            | Ext. | 0 - 1 | Dangbeto (16e)                              | 16e    | 5 319  |
| 25 février 1994    | Journée 28 | FC Nantes              | Dom. | 0 - 0 | -                                           | 15e    | 16 379 |
| 5 mars 1994        | Journée 29 | AS Monaco              | Ext. | 3 - 0 | -                                           | 16e    | 2 000  |
| 11 mars 1994       | Journée 30 | AS Saint-Étienne       | Dom. | 1 - 0 | Dubosq (61e)                                | 15e    | 17 784 |
| 26 mars 1994       | Journée 31 | Girondins de Bordeaux  | Ext. | 3 - 0 | -                                           | 15e    | 15 000 |
| 2 avril 1994       | Journée 32 | RC Strasbourg          | Dom. | 3 - 1 | Huysman (8e) Dedebant (48e) Nouma (70e)     | 15e    | 15 482 |
| 5 avril 1994       | Journée 33 | Lille OSC              | Ext. | 3 - 1 | Nouma (32e)                                 | 16e    | 4 962  |
| 9 avril 1994       | Journée 34 | Olympique de Marseille | Dom. | 1 - 0 | Mostovoï (39e)                              | 16e    | 19 611 |
| 26 avril 1994      | Journée 35 | Montpellier HSC        | Ext. | 0 - 0 | -                                           | 15e    | 8 126  |
| 30 avril 1994      | Journée 36 | FC Sochaux             | Ext. | 0 - 0 | -                                           | 15e    | 2 583  |
| 7 mai 1994         | Journée 37 | SCO Angers             | Dom. | 2 - 3 | Celio Silva (45e) Duboscq (78e)             | 16e    | 17 110 |
| 21 mai 1994        | Journée 38 | FC Metz                | Ext. | 2 - 1 | Point (9e)                                  | 16e    | 8 934  |

### Coupe de France
| Date            | Tour          | Adversaire | Lieu | Score | Buteurs SMC | Public |
| --------------- | ------------- | ---------- | ---- | ----- | ----------- | ------ |
| 22 janvier 1994 | 32e de finale | FC Sète    | Ext. | 0 - 1 |             |        |